# توماس لوند (لاعب كرة قدم)
توماس لوند (بالنرويجية البوكمول: Thomas Lund)‏ هو لاعب كرة قدم نرويجي، ولد في 19 نوفمبر 1970. لعب مع نادي بران.